# FC Dordrecht
Football Club Dordrecht – holenderski klub piłkarski mający siedzibę w mieście Dordrecht, obecnie grający w Eerste divisie. Swoje mecze klub rozgrywa na stadionie GN Bouw Stadion, który może pomieścić ponad 4 tysiące widzów. Fani klubu nie należą jednak do najliczniejszych i w Eerste divisie klub może pochwalić się jedną z najniższych średnich widzów na mecz.

## Historia
Klub został założony 16 sierpnia 1883 jako Dordrechtsche Football Club (DFC). W 1954 roku stał się profesjonalnym klubem po tym, jak futbol w Holandii także zyskał status profesjonalnego. W 1972 roku DFC Dordrecht rozpadł się na amatorską oraz profesjonalną drużynę. Amatorską stał się DFC, natomiast profesjonalną FC Dordrecht. W Holandii nie było nigdy zespołu, który tak często zmieniał nazwę jak ten. W 1979 roku klub zmienił nazwę na Drechtsteden 79, wywodzącą się od nazwy regionu Drechtsteden. W 1983 roku zespół awansował do Eredivisie, jednak grał tam zaledwie rok i z powrotem spadł do Eerstedivisie. Grał w niej aż do sezonu 1988/1989, gdy powrócił do ekstraklasy.
W 1990 do klubu zawitał nowy sponsor i nastąpiła kolejna zmiana nazwy na Dordrecht'90. W 1991 roku połączył się z Schiedamse Voetbalverenig (SVV) z miasta Schiedam.  Klub używał wówczas nazwy SVV/Dordrecht'90 przez jeden sezon, ale w 1992 roku człon SVV zniknął i pozostała nazwa Dordrecht'90. W 2002 roku znowu zmieniono nazwę i powrócono do używanej w latach 1972–1979, czyli FC Dordrecht, i obowiązuje ona do dziś.

## Znani zawodnicy
- Dean Gorré
- Rick Hoogendoorp
- Brutil Hosé
- Jan Mulder
- Bobby Petta
- Orlando Trustfull

## Trenerzy od początku lat 90.
- Hans Verèl (1990-1992)
- Han Berger (1992-1993)
- Nico van Zoghel (1993-1995)
- Lex Schoenmaker (1995-1996)
- Robert Verbeek (1996-2000)
- Harry van den Ham (2000-2002)
- Jos van Eck (2002-2003)
- Robert Verbeek (2003-2005)
- Joop Lankhaar (2005)
- Jurrie Koolhof (2005-2006)
- Gert Kruys (2006-)